# Gömbkagyló
A gömbkagyló (Sphaerium corneum) a kagylók (Bivalvia) osztályának a Veneroida rendjébe, ezen belül a gömbkagylók (Sphaeriidae) családjába tartozó faj.

## Előfordulása
A gömbkagyló mindenütt gyakori Európában. Az Amerikai Egyesült Államokba is bekerült.

## Megjelenése
A gömbkagyló nagyobb és kerekdedebb, mint a tavi gömbkagyló. A teknő 10 - 14 milliméter hosszú és 7 - 10 milliméter széles. Búbja majdnem középen fekszik, a teknő körvonalából alig emelkedik ki. Héja vékony, szürkésbarna vagy sárgásbarna színű.

## Hasonló fajok
A Sphaerium rivicola, amely nagyobb termetű, hosszúsága 18 - 24 milliméter. Teknője hosszúkásabb és vastagabb héjú, búbja kissé jobban kiemelkedik. Tiszta vizű folyókban, ritkábban tavakban él.
A Sphaerium solidum vastagabb héjú, búbja erősebben kiemelkedik. A teknő 9 - 11 milliméter hosszú és 6,5 - 8,8 milliméter széles. Felszíne koncentrikusan bordázott. Nagyobb, homokos medrű folyókban fordul elő. Mindkét faj igen ritka.

## Életmódja
A gömbkagyló álló- és lassan folyó vizek lakója. Hosszú nyelv alakú lábával igen mozgékony, például képes felkapaszkodni a vízinövényeken. Normális körülmények között azonban a vízfenék iszapjában él.